# Mario Albertarelli
Mario Albertarelli (Torino, 13 settembre 1933 – Milano, 20 giugno 1997) è stato un giornalista e scrittore italiano.

## Biografia
Padre del noto autore di giochi Spartaco Albertarelli, Albertarelli ha vissuto fra Torino, Cesena e la Valle d'Aosta, fino a quando negli anni Sessanta si trasferì a Milano.
A vent'anni intraprese la carriera di giornalista. Fu dapprima cronista di nera e poi inviato per alcuni quotidiani nazionali. In seguito, le sue passioni per le scienze naturali lo spinsero verso i periodici nei quali poteva meglio condurre grandi inchieste sul dissesto ambientale, che egli stesso illustrava con le proprie fotografie. L'ultimo periodico per cui ha lavorato è stato Natura Oggi.
Cominciò a pescare da giovane insieme a un gruppo capeggiato da un suo zio, barba Giacu, che per primo gli insegnò a maneggiare una canna da pesca. Ha scritto numerosi volumi sulla pesca sportiva tra i quali il libro L'amo e la lenza un'autobiografia in riva ai fiumi italiani.

## Opere

### Narrativa
L'amo e la lenza, Milano, Mondadori, 1975
Storie di pesca, Milano, Mondadori, 1980

### Ambiente
A pesca col professore, Milano, Mondadori, 1977 (con Ettore Grimaldi )

### Manuali
Guida pratica alla pesca, Milano, De Vecchi, 1965
Enciclopedia pratica del pescatore, Milano, De Vecchi, 1967
A pesca coi campioni, Milano, Mondadori, 1971
La pesca nel fiume, nel torrente e nel lago, Milano, De Vecchi 1979
Guida alla pesca d'acqua dolce (Riedizione con altro titolo e nuova veste grafica di A pesca coi campioni), Milano, Mondadori, 1980